# Gediminas Mažeika
Gediminas Mažeika (Kaunas, 24 marzo 1978) è un arbitro di calcio lituano.

## Carriera
Mažeika è internazionale dal 2008. Nel maggio dello stesso anno, è immediatamente convocato per gli Europei Under-17, in programma in Turchia, dove dirige due partite della fase a gironi e una semifinale. Si tratta della sua prima esperienza in un torneo internazionale.
Successivamente dirige alcune gare di qualificazione tra nazionali giovanili, valide per gli europei di categoria. Nel contempo, gli vengono assegnati turni preliminari di alcune competizioni, tra cui la Coppa UEFA. Nel settembre del 2009 fa il suo esordio in una gara tra nazionali maggiori, dirigendo una gara di qualificazione ai Mondiali 2010 tra Moldavia e Lussemburgo.
Nel luglio 2010 è nuovamente convocato dall'UEFA per un torneo giovanile: dirige infatti agli Europei Under-19, in programma in Francia. Nell'occasione arbitra due partite della fase a gironi. Nel mese successivo fa il suo esordio in una partita di play-off di Europa League.
Nel settembre del 2011 esordisce nella fase a gironi dell'Europa League, dirigendo il match tra gli inglesi del Tottenham e gli irlandesi dello Shamrock Rovers. Tale evento è stato celebrato dalla federazione lituana perché si è trattato in assoluto della prima volta per un fischietto lituano nella fase a gironi di una competizione UEFA per club.
Il 3 giugno 2012 ha diretto la finale della Coppa del Baltico tra la Finlandia e la Lettonia, terminata 1-1 e vinta poi per 6-5 ai tiri di rigore da quest'ultima.
Nel giugno 2017 è chiamato a dirigere agli Europei under 21 del 2017.